# 東嶺円慈
東嶺 円慈（とうれい えんじ、1721年5月9日（享保6年4月14日） - 1792年3月29日（寛政4年閏2月7日））は、日本の江戸時代中期の臨済宗の僧侶。近世臨済禅中興の祖と言われる白隠慧鶴禅師（1686年 - 1769年）に師事し、その法を嗣いだ。白隠の弟子は多いが、中でも東嶺円慈と遂翁元盧の2人は特に有名である。俗姓は中村。諡号は仏護神照禅師。

## 生涯

### 出生から古月禅材の下を去るまで
東嶺円慈は1721年（享保6年）に近江国小幡駅出町（現・滋賀県東近江市五個荘小幡町）に生まれる。父親は中村善左衛門であり家業として薬屋を営んでいたという。1725年（享保10年）、東嶺が5歳のとき、日向大光寺の古月禅材が、江戸にいる島津公の招きで教化しながら中仙道を東上し、途中でたまたま中村家に投宿した。こうして古月禅林和尚との出会いがきっかけで、出家の志を立てたのである。1729年（享保14年）、9歳になって能登川大徳寺の亮山和尚につき出家し、諱を慧端とした。1736年（元文元年）、東嶺が16歳の時、「南方発足之文」を草し、自らの名前を道果と改めた。その後も古月への思いは消えず、翌年の1737年（元文2年）には亮山和尚の許しを得て、大徳寺を出立し、日向へ行脚し古月下に入門し大光寺雲水となった。しかしなぜか東嶺は僅か2年で、1739年（元文4年）には古月禅材の下を去った。一説には古月が既に隠栖しており年老いてたことが理由だとも言われている。

### 白隠禅師と初相見から印可まで
1739年（元文4年）、東嶺は丹波法常寺の大道和尚に参禅する。翌年には大日寺の十洲和尚について理趣分口訣を受ける。法常寺方丈前に於いて豁然省悟する。そして1741年（寛保元年）、21歳となった東嶺は、江州杉杣蓮華谷において独接心を行い、豁然大悟した。東嶺は23歳になった1743年（寛保3年）に松蔭寺の白隠慧鶴に初めて相見した。この時既に松蔭寺には多くの修行者がいたが、東嶺の資質は際立っており、直ぐに侍者を命じられ、この時進行中の「虚堂録」解説書である『息耕録開演普説』(そくこうろくかいえんふせつ)の編集を任せられたのであった。こうして東嶺は白隠下で修行するのであるが、暫くすると自分の癆咳や黄疸といった病気のために、またその後は自分の母の病により何度も江州へ戻り、母の看病を行っている。そして相次ぎ母、父と亡くすのであるが、その間1748年（寛延元年）には「宗門無尽灯論」を著し、翌1749年（寛延2年）には東嶺円慈まだ29歳の時に白隠慧鶴より印可を受けた。

### 龍沢寺創建から遷化まで
1755年（宝暦5年）、東嶺が35歳の時に花園妙心寺に登って微笑塔下に分座し、初めて「東嶺」と号する。その後白隠より東嶺に松蔭寺補席の講があったが、応じなかったという。1760年（宝暦10年）4月、東嶺円慈は龍沢寺に入る。その後、師匠の白隠が1769年に遷化するまで、白隠を支えるためその手足となった存在として活躍した。
白隠慧鶴の寂後、龍沢寺の住職として多忙を極めていたが、1776年（安永5年）、56歳の時に龍沢寺火災があり、これを再建するには多大な苦労があったが、遂翁元盧等の協力もあって再建したのであった。
1789年（寛政元年）、69歳のとき、尾張犬山瑞泉寺（愛知県犬山市）の塔頭輝東庵に移り住み、またその翌々年には故郷の近江齢仙寺（東近江市五個荘中町）へ曳杖する。そして1792年（寛政4年）、能登川大徳寺にある受業師亮山の塔を拝し、齢仙寺にて間もなく示寂した。享年は72歳。

## 著作
- 『達磨多羅禅経説通考疎』
- 『宗門無尽燈論』
- 『五家参詳要路門』
- 『神儒仏三法孝経口解』
- 『自註 父母恩難報経註解』
- 『碧巌百則弁』
- 『白隠年譜』
- 『自註 血盆経』
- 『自註 般若心経』
- 『快馬鞭』